# Erwin (Nueva York)
Erwin es un pueblo ubicado en el condado de Steuben en el estado estadounidense de Nueva York. En el año 2000 tenía una población de 1,977 habitantes y una densidad poblacional de 16 personas por km².

## Geografía
Erwin se encuentra ubicado en las coordenadas 42°8′59″N 77°7′20″O / 42.14972, -77.12222.

## Demografía
Según la Oficina del Censo en 2000 los ingresos medios por hogar en la localidad eran de $44,386, y los ingresos medios por familia eran $57,169. Los hombres tenían unos ingresos medios de $44,155 frente a los $28,795 para las mujeres. La renta per cápita para la localidad era de $27,192. Alrededor del 6.7% de la población estaban por debajo del umbral de pobreza.